# موکول اس. آناند
موکول اس. آناند (انگلیسی: Mukul S. Anand; ۱۱ اکتبر ۱۹۵۱ – ۷ سپتامبر ۱۹۹۷) کارگردان فیلم اهل هند بود.
وی همچنین برندهٔ جوایزی همچون جایزه فیلم‌فیر بهترین کارگردان شده‌است.

## فیلم‌شناسی
| سال              | فیلم        | بازیگران                                                                    |
| ---------------- | ----------- | --------------------------------------------------------------------------- |
| ۱۹۸۵             | اعتبار      | راج بابار، دیمپل کاپادیا، سورش اوبروی، دنی دنزونگپا                         |
| ۱۹۸۶             | من قوی هستم | درمندرا، میتون چاکرابورتی، میناکشی سشادری                                   |
| ۱۹۸۶             | سلطنت       | درمندرا، سانی دئول، سری دوی، کاران کاپور، جوهی چاولا                        |
| ۱۹۸۷             | انصاف       | وینود کانا، دیمپل کاپادیا، سورش اوبروی                                      |
| ۱۹۹۰             | جنگ بزرگ    | وینود کانا، آدیتای پانچولی، مادهوری دیکشیت، گوویندا، Sumeet Saigal, Shaheen |
| ۱۹۹۰             | مسیر آتش    | آمیتاب باچان، میتون چاکرابورتی، مادهوی (بازیگر), دنی دنزونگپا               |
| ۱۹۹۱             | ما          | آمیتاب باچان، راجینیکانت، گوویندا، دنی دنزونگپا                             |
| ۱۹۹۱             | بدهی خون    | وینود کانا، راجینیکانت، سانجی دات، کیران کومار                              |
| ۱۹۹۲             | خدا گواه    | آمیتاب باچان، سری دوی، دنی دنزونگپا، آکینی ناگرجونا                         |
| ۱۹۹۵             | سه‌گانگی     | آنیل کاپور، جکی شروف، شاهرخ خان، موهان آگاشه                                |
| 1997- Unreleased | Dus         | وینود کانا، سانجی دات، سلمان خان، راوینا تاندون، شیلپا شتی                  |